# Баньковський Анатолій Михайлович
Анатолій Михайлович Баньковський (нар. 13 жовтня 1958, Ковель, Волинська область) — український музикант, аранжувальник, концертмейстер, викладач, доцент. Заслужений працівник культури України (2005).

## Життєпис
Анатолій Баньковський 13 жовтня 1958 року в місті Ковелі.
Закінчив Ковельську середню школу № 8 (1973) та дитячу музичну школу по класу баяна та гітари, Львівське музичне училище імені М. Шашкевича (1977), Львівську державну консерваторію імені Миколи Лисенка (1983). Працював концертмейстром у Львівському палаці залізничників (1979), керівником оркестру народного ансамблю пісні і танцю «Черемош» Львівського державного університету імені Івана Франка (1981—1983), проходив військову службу в ансамблі Прикарпатського воєнного округу (1983—1984), керівником оркестру ансамблю танцю «Надзбручанка» та концертмейстер Тернопільської обласної філармонії (1984—1998), сумісником на музично-педагогічному факультеті (1993—1998), асистентом катедри інструментальної музики музично-педагогічного факультету (1998—2005) Тернопільського державного педагогічного університету імені Володимира Гнатюка, від 2005 — доцент катедри інструментального виконавства Інституту мистецтв Тернопільського національного педагогічного університету імені Володимира Гнатюка.
Художній керівник ансамблю народної музики «Музики», інструментального ансамблю «Діксиленд», тріо акордеоністів, ансамблю гітар.

## Доробок
Автор 200 аранжувань та обробок музичних пісень та творів; музики до танців, аранжувальник та виконавець; 25 наукових статей і навчально-методичних посібників з питань педагогічної та мистецької освіти.

## Нагороди
- Заслужений працівник культури України (23 серпня 2005) — за значний особистий внесок у соціально-економічний, науковий та культурний розвиток України, вагомі трудові здобутки та активну громадську діяльність[1];
- Всеукраїнська літературно-мистецька премія імені Братів Богдана та Левка Лепких (2023) — за навчально-методичного посібники, а також за значний особистий внесок у розвиток мистецької педагогіки та популяризацію пісень Богдана Лепкого[2];
- Тернопільська обласна премія імені Соломії Крушельницької (2019)[3].